# Nembrotha cristata
Nembrotha cristata Bergh, 1877 è un mollusco nudibranchio della famiglia Polyceridae.

## Descrizione
Corpo sempre verde e nero con escrescenze verde brillante. Rinofori azzurri, con margine verde alla base, ciuffo branchiale verde. Lunghezza fino a 12 centimetri. Uova colore rosso.
Simile a N. kubaryana, da cui si distingue per la mancanza di margini rossi alla base dei rinofori.

## Biologia
Si nutre di ascidie, in particolare della specie Eudistoma olivaceum e del genere Atapozoa.

## Distribuzione e habitat
Oceano Indiano e Oceano Pacifico, dalle Maldive all'Australia occidentale e dall'Indonesia al Pacifico orientale.